# Briefmarken-Jahrgang 1976 der Deutschen Post der DDR
Der Briefmarken-Jahrgang 1976 der Deutschen Post der Deutschen Demokratischen Republik umfasste 81 einzelne Sondermarken, drei Briefmarkenblocks mit jeweils einer Sondermarke und einen Kleinbogen mit sechs Sondermarken. Zwei Briefmarken wurden zusammenhängend gedruckt. In diesem Jahr wurden keine Dauermarken ausgegeben. Insgesamt erschienen 92 Motive.
Alle Briefmarken-Ausgaben seit 1964 sowie die 2-Mark-Werte der Dauermarkenserie Präsident Wilhelm Pieck und die bereits seit 1961 erschienene Dauermarkenserie Staatsratsvorsitzender Walter Ulbricht waren ursprünglich unbegrenzt frankaturgültig. Mit der Wiedervereinigung verloren alle Marken nach dem 2. Oktober 1990 ihre Gültigkeit.

## Liste der Ausgaben und Motive
Legende
- Bild: Eine bearbeitete Abbildung der genannten Marke. Das Verhältnis der Größe der Briefmarken zueinander ist in diesem Artikel annähernd maßstabsgerecht dargestellt. Sollten keine Marken abgebildet sein, liegt es daran, dass das Urheberrecht des Künstlers noch nicht erloschen ist.
- Beschreibung: Eine Kurzbeschreibung des Motivs und/oder des Ausgabegrundes. Bei ausgegebenen Serien oder Blocks werden die zusammengehörigen Beschreibungen mit einer Markierung versehen eingerückt.
- Wert: Der Frankaturwert der einzelnen Marke in Pfennig. Ein „+“ bedeutet, dass es sich um eine Zuschlagsmarke handelt (= Frankaturwert + Spende).
- Ausgabedatum: Das Datum des erstmaligen Verkaufs dieser Briefmarke.
- Auflage: Soweit bekannt, wird hier die zum Verkauf angebotene Anzahl dieser Ausgabe angegeben.
- Entwurf: Soweit bekannt, wird hier angegeben, von wem der Entwurf dieser Marke stammt.
- Mi.-Nr.: Diese Briefmarke wird im Michel-Katalog unter der entsprechenden Nummer gelistet.

| Sondermarken | |       |                       |            |                      |         |
| Bild         | Beschreibung | Wert  | Ausgabe- datum (1976) | Auflage    | Entwurf              | Mi.-Nr. |
|              | Persönlichkeiten der deutschen Arbeiterbewegung (V) - Ernst Thälmann (1886–1944), KPD-Vorsitzender, NS-Opfer                                                                                     | 10    | 13. Januar            | 12.000.000 | Gerhard Stauf        | 2107    |
|              | - Georg Schumann (1886–1945) | 10    | 13. Januar            | 12.000.000 | Gerhard Stauf        | 2108    |
|              | - Wilhelm Koenen (1886–1963) | 10    | 13. Januar            | 12.000.000 | Gerhard Stauf        | 2109    |
|              | - John Schehr (1896–1934), KPD-Vorsitzender | 10    | 13. Januar            | 12.000.000 | Gerhard Stauf        | 2110    |
|              | Silbermannorgeln - St. Georgenkirche, Rötha bei Leipzig | 10    | 27. Januar            | 15.000.000 | Gerhard Voigt        | 2111    |
|              | - Dom, Freiberg | 20    | 27. Januar            | 7.000.000  | Gerhard Voigt        | 2112    |
|              | - Kirche, Fraureuth bei Werdau | 35    | 27. Januar            | 4.500.000  | Gerhard Voigt        | 2113    |
|              | - Katholische Hofkirche, Dresden | 50    | 27. Januar            | 2.000.000  | Gerhard Voigt        | 2114    |
|              | Dr. Richard Sorge Diese Marke wurde als ungeschnittener Briefmarkenblock mit aufgedruckter Zähnung ausgegeben: Dr. R. Sorge, Journalist, Agent                                                   | 1 M   | 3. Februar            | 2.100.000  | Gerhard Stauf        | 2115    |
|              | 20 Jahre Nationale Volksarmee (NVA) - Soldaten der Luft-, Land- und Seestreitkräfte, Truppenfahne                                                                                                | 10    | 24. Februar           | 8.000.000  | Müller               | 2116    |
|              | - Luft-, Land- und Seestreitkräfte, Truppenfahne | 20    | 24. Februar           | 6.000.000  | Müller               | 2117    |
|              | 100 Jahre Telefon Telefonapparat | 20    | 2. März               | 6.000.000  | Detlef Glinski       | 2118    |
|              | Leipziger Frühjahrsmesse - Wohnhochhaus Wintergartenstrasse, Leipzig | 10    | 9. März               | 8.000.000  | Paul Reißmüller      | 2119    |
|              | - Supertrawler der „Atlantik“-Serie | 25    | 9. März               | 4.500.000  | Paul Reißmüller      | 2120    |
|              | Eröffnung des Palastes der Republik, Berlin Palast der Republik (Vorderansicht) | 10    | 22. April             | 15.000.000 | Manfred Gottschall   | 2121    |
|              | Bodenfunkstelle Intersputnik - Bodenfunkstelle Intersputnik der Deutschen Post, Berlin | 20    | 27. April             | 7.000.000  | Jochen Bertholdt     | 2122    |
|              | Parteitag der Sozialistischen Einheitspartei Deutschlands (SED) - Karl Marx, Friedrich Engels und Lenin; Emblem des Parteitags                                                                   | 10    | 11. Mai               | 10.000.000 | Manfred König        | 2123    |
|              | - Industrieanlagen, Wohnungsneubauten, Emblem des Parteitags | 20    | 11. Mai               | 8.000.000  | Manfred Gottschall   | 2124    |
|              | Diese Marke wurde als Briefmarkenblock ausgegeben: - Palast der Republik, Berlin | 1 M   | 11. Mai               | 2.200.000  | Manfred Gottschall   | 2125    |
|              | Olympische Sommerspiele 1976, Montreal - Radrennfahrer bei der kleinen Friedensfahrt | 5     | 18. Mai               | 6.000.000  | Joachim Rieß         | 2126    |
|              | - Schwimmhalle der Deutschen Hochschule für Körperkultur, Leipzig | 10+5  | 18. Mai               | 4.000.000  | Joachim Rieß         | 2127    |
|              | - Stadt- und Sporthalle Suhl | 20    | 18. Mai               | 8.000.000  | Joachim Rieß         | 2128    |
|              | - Ruderregattastrecke (Brandenburg) | 25    | 18. Mai               | 5.000.000  | Joachim Rieß         | 2129    |
|              | - Schießsportanlage, Suhl | 35+10 | 18. Mai               | 4.000.000  | Joachim Rieß         | 2130    |
|              | - Meilenlauf | 70    | 18. Mai               | 2.000.000  | Joachim Rieß         | 2131    |
|              | Diese Marke wurde als Briefmarkenblock ausgegeben: - Zentralstadion in Leipzig | 1 M   | 18. Mai               | 2.000.000  | Joachim Rieß         | 2132    |
|              | Parlament der Freien Deutschen Jugend (FDJ), Berlin - Verschlungene farbige Fahnenbänder, Abzeichen der FDJ                                                                                      | 10    | 25. Mai               | 6.000.000  | Joachim Rieß         | 2133    |
|              | - Jugendliche, Industrieanlagen | 20    | 25. Mai               | 5.000.000  | Joachim Rieß         | 2134    |
|              | Heimische Orchideen - Bocks-Riemenzunge (Himantoglossum hircinum) | 10    | 15. Juni              | 15.000.000 | Lothar Grünewald     | 2135    |
|              | - Fleischfarbenes Knabenkraut (Dactylorhiza incarnata) | 20    | 15. Juni              | 7.000.000  | Lothar Grünewald     | 2136    |
|              | - Pyramiden-Hundswurz (Anacamptis pyramidalis) | 25    | 15. Juni              | 5.000.000  | Lothar Grünewald     | 2137    |
|              | - Holunder-Knabenkraut (Dactylorhiza sambucina) | 35    | 15. Juni              | 4.500.000  | Lothar Grünewald     | 2138    |
|              | - Wanzen-Knabenkraut (Orchis coriophora) | 40    | 15. Juni              | 4.500.000  | Lothar Grünewald     | 2139    |
|              | - Gelber Frauenschuh (Cypripedium calceolus) | 50    | 15. Juni              | 2.000.000  | Lothar Grünewald     | 2140    |
|              | Staatliche Museen zu Berlin: Bronzeplastiken - Shetlandpony, von Heinrich Drake | 10    | 22. Juni              | 8.000.000  | Klaus Wittkugel      | 2141    |
|              | - Tanzpause, von Walter Arnold | 20    | 22. Juni              | 8.000.000  | Klaus Wittkugel      | 2142    |
|              | - Am Strand, von Ludwig Engelhardt | 25    | 22. Juni              | 5.000.000  | Klaus Wittkugel      | 2143    |
|              | - Hermann Duncker, von Walter Howard | 35    | 22. Juni              | 5.000.000  | Klaus Wittkugel      | 2144    |
|              | - Das Gespräch, von Gustav Weidanz | 50    | 22. Juni              | 2.000.000  | Klaus Wittkugel      | 2145    |
|              | Konferenz der kommunistischen Parteien und der Arbeiterparteien Europas, Berlin - Kopfbilder von Karl Marx, Friedrich Engels und Wladimir Lenin, rote Fahnen, Bauwerke am Alexanderplatz, Berlin | 20    | 29. Juni              | 6.000.000  | Manfred Gottschall   | 2146    |
|              | Historische Kutschen - Staatswagen (um 1790) | 10    | 27. Juli              | 15.000.000 | Bobbe                | 2147    |
|              | - Russischer Einspänner (um 1800) | 20    | 27. Juli              | 8.000.000  | Bobbe                | 2148    |
|              | - Einzugswagen (um 1840) | 25    | 27. Juli              | 4.500.000  | Bobbe                | 2149    |
|              | - Galawagen (um 1860) | 35    | 27. Juli              | 4.500.000  | Bobbe                | 2150    |
|              | - Postwagen (um 1850) | 40    | 27. Juli              | 5.000.000  | Bobbe                | 2151    |
|              | - Stadtwagen (um 1889) | 50    | 27. Juli              | 2.000.000  | Bobbe                | 2152    |
|              | 4. Briefmarkenausstellung junger Philatelisten der DDR, Gera Diese und die folgende Marke wurden als Zusammendruck mit einem dazwischenliegenden Zierfeld ausgegeben: - Gera um 1652             | 10+5  | 5. August             | 3.000.000  | Joachim Rieß         | 2153    |
|              | - Historische und moderne Gebäude in Gera | 20    | 5. August             | 3.000.000  | Joachim Rieß         | 2154    |
|              | Hunderassen - Deutscher Boxer | 5     | 17. August            | 6.000.000  | Reiner Zieger        | 2155    |
|              | - Airedale Terrier | 10    | 17. August            | 15.000.000 | Reiner Zieger        | 2156    |
|              | - Deutscher Schäferhund | 20    | 17. August            | 7.000.000  | Reiner Zieger        | 2157    |
|              | - Collie (Schottischer Schäferhund) | 25    | 17. August            | 4.500.000  | Reiner Zieger        | 2158    |
|              | - Riesenschnauzer | 35    | 17. August            | 4.500.000  | Reiner Zieger        | 2159    |
|              | - Deutsche Dogge | 70    | 17. August            | 2.000.000  | Reiner Zieger        | 2160    |
|              | Leipziger Herbstmesse - Erdöldestillationsanlage „AWT 6“ | 10    | 1. September          | 8.000.000  | Jochen Bertholdt     | 2161    |
|              | - Deutsche Bücherei, Leipzig | 25    | 1. September          | 4.500.000  | Jochen Bertholdt     | 2162    |
|              | Brücken - Brücke über den Templiner See | 10    | 21. September         | 8.100.000  | Paul Reißmüller      | 2163    |
|              | - Brücke am Adlergestell, Berlin | 15    | 21. September         | 5.100.000  | Paul Reißmüller      | 2164    |
|              | - Elbbrücke bei Roßlau | 20    | 21. September         | 8.100.000  | Paul Reißmüller      | 2165    |
|              | - Göltzschtal-Viadukt | 25    | 21. September         | 4.500.000  | Paul Reißmüller      | 2166    |
|              | - Elbbrücke, Magdeburg | 35    | 21. September         | 4.500.000  | Paul Reißmüller      | 2167    |
|              | - Brücke am Großen Dreesch, Schwerin | 50    | 21. September         | 2.100.000  | Paul Reißmüller      | 2168    |
|              | Internationale Mahn- und Gedenkstätten Figurengruppe im Mahn- und Ehrenmal Budapest | 35    | 5. Oktober            | 4.500.000  | Lothar Grünewald     | 2169    |
|              | Internationale Briefmarkenausstellung sozialistischer Länder SOZPHILEX 1977, Berlin (I) Fernsehturm Berlin; ausgestrahlte Funkwellen                                                             | 10+5  | 19. Oktober           | 4.000.000  | Hans Detlefsen       | 2170    |
|              | Historisches Kunsthandwerk - Kanne; Gelbguss (um 1500) | 10    | 19. Oktober           | 15.000.000 | Gerhard Voigt        | 2171    |
|              | - Deckelvase; Fayence (um 1710) | 20    | 19. Oktober           | 7.000.000  | Gerhard Voigt        | 2172    |
|              | - Tafelaufsatz; Porzellan (um 1768) | 25    | 19. Oktober           | 5.000.000  | Gerhard Voigt        | 2173    |
|              | - Lastenträger; Silber vergoldet (um 1700) | 35    | 19. Oktober           | 4.500.000  | Gerhard Voigt        | 2174    |
|              | - Vase; Überfangglas (um 1900) | 70    | 19. Oktober           | 2.000.000  | Gerhard Voigt        | 2175    |
|              | Zierfische: Guppy (Poecilia reticulata) - Spitzschwanz-Guppy | 10    | 9. November           | 15.000.000 | Reiner Zieger        | 2176    |
|              | - Doppelschwert-Guppy | 15    | 9. November           | 4.500.000  | Reiner Zieger        | 2177    |
|              | - Fahnenschwanz-Guppy | 20    | 9. November           | 7.000.000  | Reiner Zieger        | 2178    |
|              | - Untenschwert-Guppy | 25    | 9. November           | 5.000.000  | Reiner Zieger        | 2179    |
|              | - Triangel-Guppy | 35    | 9. November           | 4.500.000  | Reiner Zieger        | 2180    |
|              | - Rundschwanz-Guppy | 70    | 9. November           | 2.100.000  | Reiner Zieger        | 2181    |
|              | Archäologische Funde in der DDR - Tongefäße (3. Jtsd. v. Chr.) | 10    | 23. November          | 8.100.000  | Dietrich Dorfstecher | 2182    |
|              | - Bronzener Kultwagen (um 1300 v. Chr.) | 20    | 23. November          | 7.200.000  | Dietrich Dorfstecher | 2183    |
|              | - Römische Goldmünze (sog. Aureus) von Tetricus I. (271–274) | 25    | 23. November          | 5.100.000  | Dietrich Dorfstecher | 2184    |
|              | - Goldener Anhänger (um 950) | 35    | 23. November          | 4.500.000  | Dietrich Dorfstecher | 2185    |
|              | - Römischer Glasbecher (3. Jhdt.) | 70    | 23. November          | 2.100.000  | Dietrich Dorfstecher | 2186    |
|              | Märchen (XI): Rumpelstilzchen Märchen der Gebrüder Grimm Diese und die folgenden fünf Marken wurden zusammen als Kleinbogen ausgegeben: - Szene aus dem Märchen                                  | 5     | 14. Dezember          | 2.100.000  | Paul Rosié           | 2187    |
|              | - Szene aus dem Märchen | 10    | 14. Dezember          | 2.100.000  | Paul Rosié           | 2188    |
|              | - Szene aus dem Märchen | 15    | 14. Dezember          | 2.100.000  | Paul Rosié           | 2189    |
|              | - Szene aus dem Märchen | 20    | 14. Dezember          | 2.100.000  | Paul Rosié           | 2190    |
|              | - Szene aus dem Märchen | 25    | 14. Dezember          | 2.100.000  | Paul Rosié           | 2191    |
|              | - Szene aus dem Märchen | 30    | 14. Dezember          | 2.100.000  | Paul Rosié           | 2192    |
|              | Staatliche Kunstsammlungen Dresden, Galerie Alte Meister: Gemälde - Die Luft; von Rosalba Carriera                                                                                               | 10    | 14. Dezember          | 15.000.000 | Horst Naumann        | 2193    |
|              | - Maria mit dem Kinde; von Bartolomé Esteban Murillo | 15    | 14. Dezember          | 5.000.000  | Horst Naumann        | 2194    |
|              | - Eine Gambenspielerin; von Bernardo Strozzi | 20    | 14. Dezember          | 8.000.000  | Horst Naumann        | 2195    |
|              | - Die verlassene Ariadne; von Angelika Kauffmann | 25    | 14. Dezember          | 4.500.000  | Horst Naumann        | 2196    |
|              | - Alter Mann mit schwarzer Kappe; von Bartolomeo Nazari | 35    | 14. Dezember          | 4.500.000  | Horst Naumann        | 2197    |
|              | - Der brieflesende Offizier; von Gerard Terborch | 70    | 14. Dezember          | 2.100.000  | Horst Naumann        | 2198    |

### Kleinbogen und Zusammendrucke

Briefmarkenausstellung junger Philatelisten der DDR, Gera